# Рутка (Гайнівський повіт)
Рутка (Рудка, пол. Rutka) — село в Польщі, у гміні Дубичі Церковні Гайнівського повіту Підляського воєводства. Населення — 45 осіб (2011).

## Історія
Вперше згадується 1576 року. У минулому село було місцем видобутку і перероблювання залізної руди.
У 1975—1998 роках село належало до Білостоцького воєводства.

## Демографія
Демографічна структура станом на 31 березня 2011 року:
|          | Загалом | Допрацездатний вік | Працездатний вік | Постпрацездатний вік |
| -------- | ------- | ------------------ | ---------------- | -------------------- |
| Чоловіки | 25      | 2                  | 11               | 12                   |
| Жінки    | 20      | 1                  | 8                | 11                   |
| Разом    | 45      | 3                  | 19               | 23                   |